# Achaea oblita
Achaea oblita is een vlinder van de familie van de spinneruilen (Erebidae). De wetenschappelijke naam van deze soort is voor het eerst voorgesteld als Ophisma oblita door Francis Walker in een publicatie uit 1858.
De soort komt voor in het Afrotropisch gebied waaronder Gambia, Sierra Leone, Niger, Ghana, Nigeria, Kameroen, Sao Tomé en Principe, Gabon, Congo-Kinshasa, Oeganda, Kenia, Zambia, Zuid-Afrika, Madagaskar en Jemen.